# Krzysztofkowe Skałki

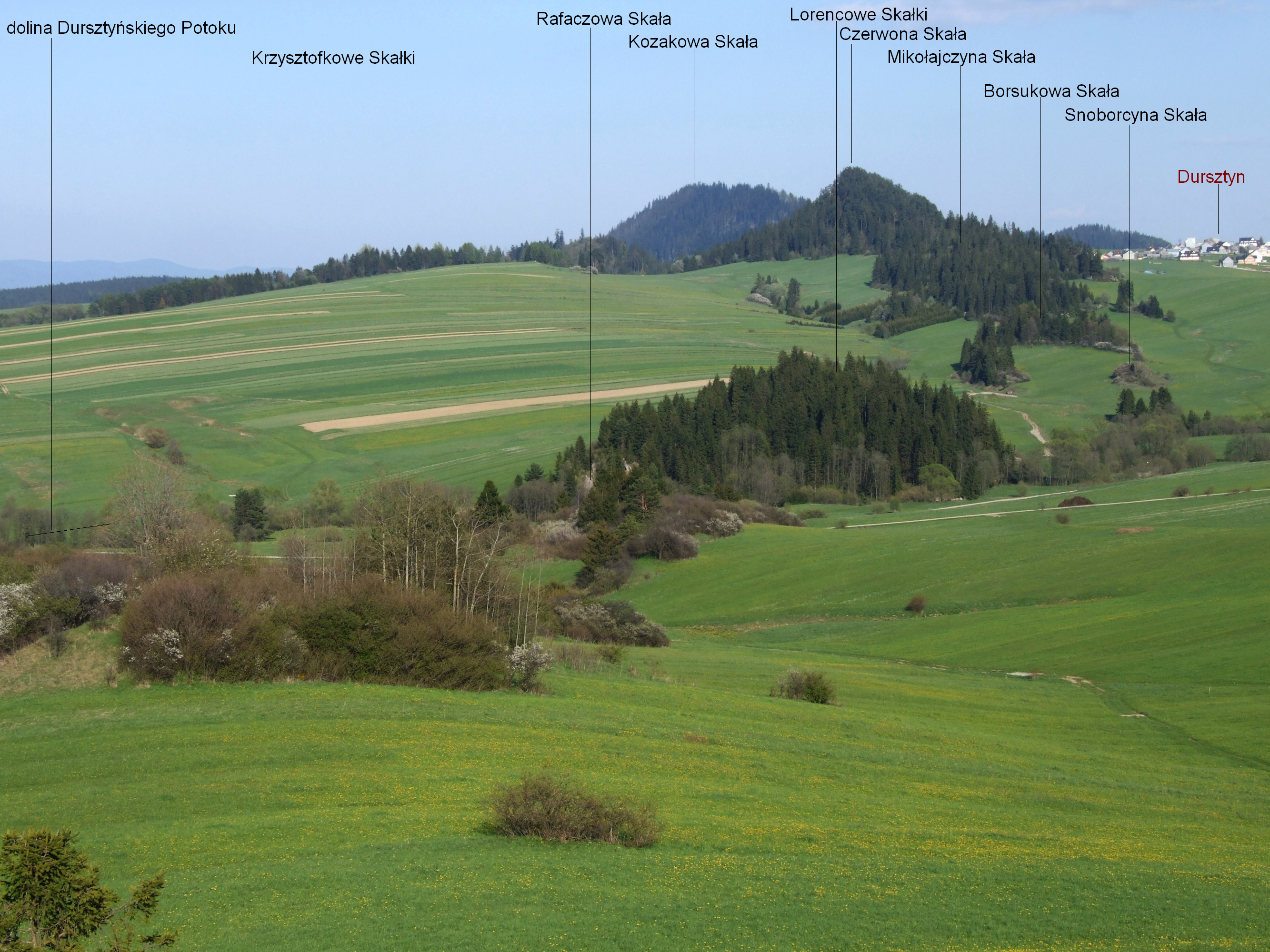
Widok z Korowej Skały

Krzysztofkowe Skałki, Krzysztofkowa Skała (gwarowo Krzystofkowe Skałki) – kilka skałek z grupy Dursztyńskich Skałek w Pieninach Spiskich. Znajdują się w zachodniej grupie, wśród rozległych łąk, pomiędzy Korową Skałą i Rafaczowymi Skałkami. Po ich wschodniej stronie prowadzi droga polna dochodząca do Korowej Skały. Nazwa skałek pochodzi od nazwiska właściciela. Są to luźno rozrzucone wśród pól ostańce kilkumetrowej wysokości. Zbudowane są z węglanowych skał osadowych sukcesji czorsztyńskiej. Są częściowo zarośnięte krzewiastymi zaroślami.
Znajdują się w granicach wsi Krempachy w województwie małopolskim, w powiecie nowotarskim, w gminie Nowy Targ.Nie prowadzi obok nich żaden znakowany szlak turystyczny. Można jednak dojść od drogi prowadzącej z Krempach wzdłuż Dursztyńskiego Potoku. Odgałęzia się od niej na południe droga polna pomiędzy Rafaczowymi Skałkami a Krzysztofkowymi Skałkami.